# 南条駅
南条駅（なんじょうえき）は、福井県南条郡南越前町西大道にある、ハピラインふくいハピラインふくい線の駅である。

## 歴史
- 1896年（明治29年）7月15日：官設鉄道北陸線の敦賀駅 - 福井駅間の開業時に、鯖波駅（さばなみえき）として開業（一般駅）[1][2][3][4]。
- 1909年（明治42年）10月12日：線路名称制定、北陸本線所属駅となる。
- 1973年（昭和48年）4月1日：駅名を南条駅に改称[3][5]。
- 1984年（昭和59年）2月1日：貨物の取扱を廃止、旅客駅となる[3]。
- 1987年（昭和62年）4月1日：国鉄分割民営化により、西日本旅客鉄道（JR西日本）の駅となる[3]。
- 2018年（平成30年）9月15日：ICカード「ICOCA」の利用が可能となる[6][7][8][9][10][11]。
- 2022年（令和4年）3月31日：簡易委託を解除し、無人化[12][13][14]。
- 2024年（令和6年）3月16日：北陸新幹線の金沢駅 - 敦賀駅間開業に伴い、ハピラインふくいの駅となる[15][16][17]。

## 駅構造
単式ホーム2面2線を有する地上駅。かつては単式ホーム1面2線と島式ホーム1面2線の2面3線を有したが、中央の線路（島式ホーム側）が撤去されて、一部は保線車両の引上線に転用されている。元々単式であった上りホーム側に駅舎があり、ホーム間は地下通路で連絡している（階段のみでバリアフリー非対応）。
北陸新幹線敦賀延伸までは、JR西日本金沢支社の福井地域鉄道部管理の無人駅で、駅舎は南越前町商工会館と併設となっている。ICカード専用の簡易改札機、ICカードチャージに対応した自動券売機が設置されている。
開業時の駅名は「鯖波駅」で、これは当駅近隣の宿場町の鯖波から名付けられた。その後、所在地が南条町となって駅名と合ってないことから地元から解消の要望が起こり、鯖江駅と近くて紛らわしいため改称することとなった。

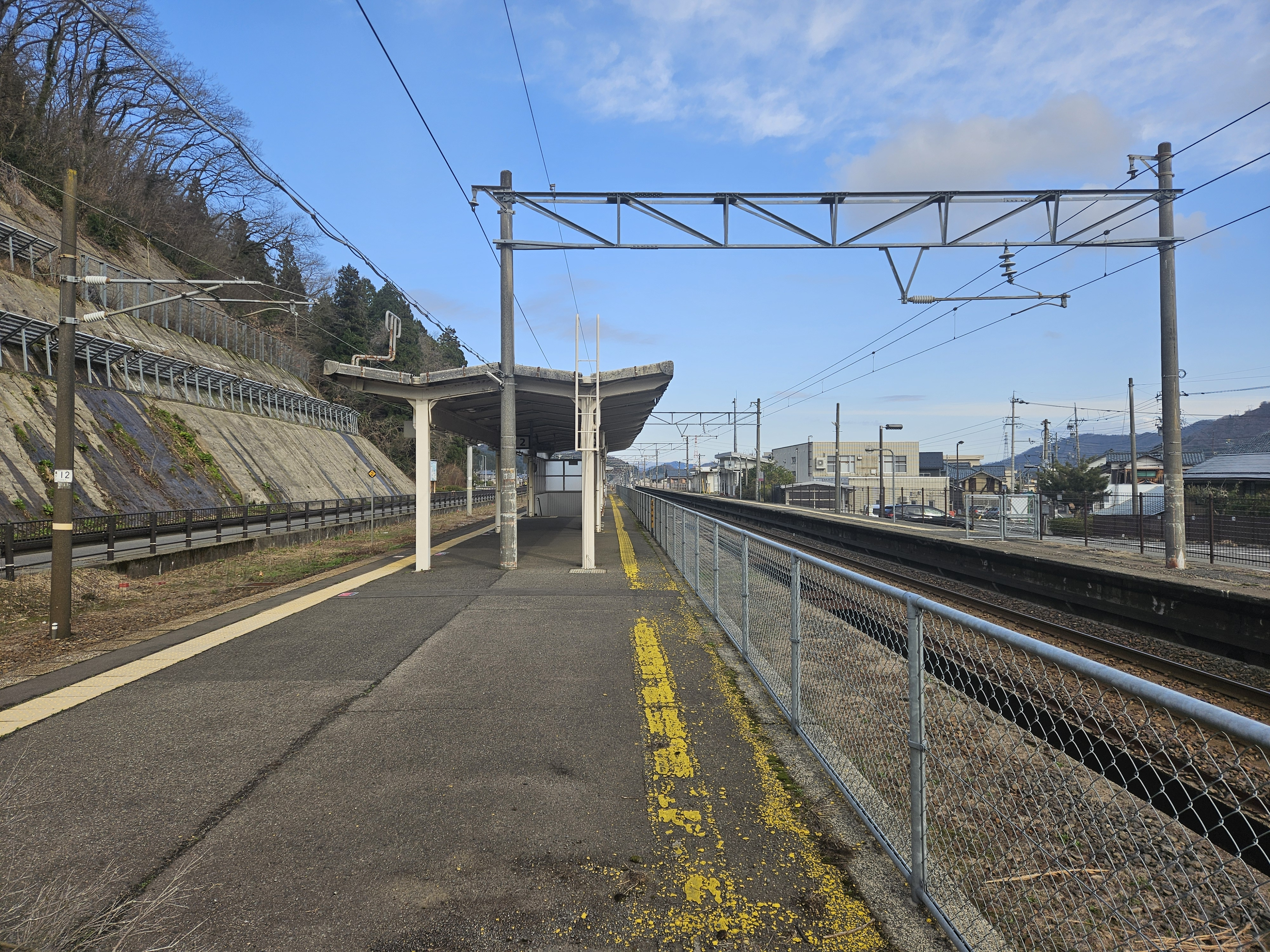
プラットホーム（2025年3月）
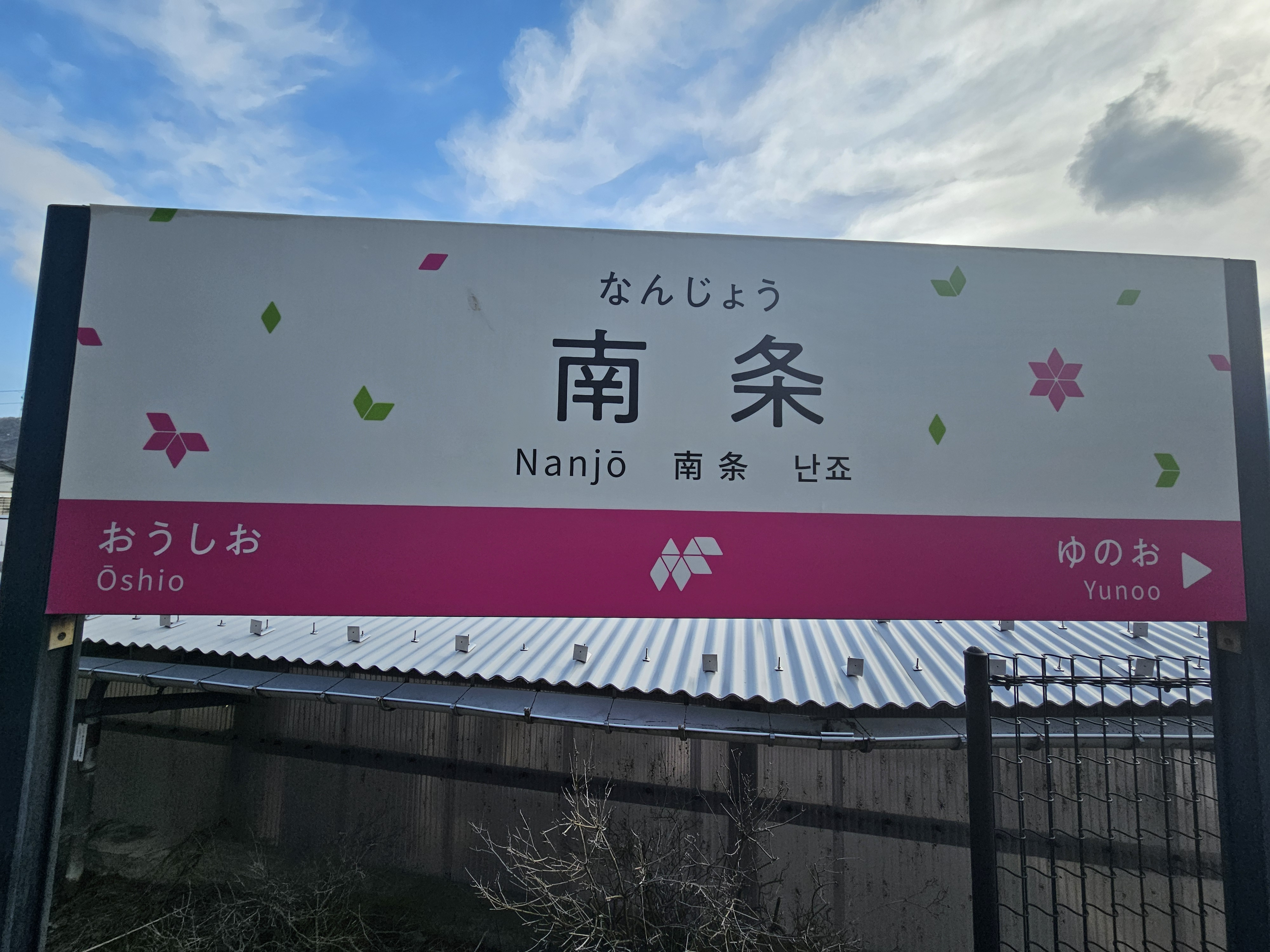
駅名標（ハピラインふくい仕様）

### のりば
| のりば | 路線                | 方向 | 行先           |
| ------ | ------------------- | ---- | -------------- |
| 1      | ■ハピラインふくい線 | 上り | 敦賀方面       |
| 2      | ■ハピラインふくい線 | 下り | 福井・金沢方面 |

- ICOCA導入までに改めてのりば番号が制定されたが、撤去された中線についてはカウントから外されている[19]。

## 利用状況
「福井県統計年鑑」によると、2022年（令和4年）度の1日平均乗車人員は259人である。
近年の1日平均乗車人員は以下の通り。
| 年度   | 1日平均 乗車人員 |
| ------ | ---------------- |
| 1997年 | 466              |
| 1998年 | 452              |
| 1999年 | 421              |
| 2000年 | 419              |
| 2001年 | 411              |
| 2002年 | 396              |
| 2003年 | 381              |
| 2004年 | 370              |
| 2005年 | 368              |
| 2006年 | 360              |
| 2007年 | 356              |
| 2008年 | 366              |
| 2009年 | 351              |
| 2010年 | 332              |
| 2011年 | 316              |
| 2012年 | 321              |
| 2013年 | 335              |
| 2014年 | 330              |
| 2015年 | 331              |
| 2016年 | 348              |
| 2017年 | 342              |
| 2018年 | 330              |
| 2019年 | 310              |
| 2020年 | 233              |
| 2021年 | 251              |
| 2022年 | 259              |

## 駅周辺
- 杣山
- 妙泰寺 - 日蓮宗の名刹
- 南越前町役場
- 南越前町立南条小学校
- 南越前町立南越前中学校
- ウォーターランド南条
- 南条郵便局
- 国道365号
- 福井県道203号池田南条線
- 北陸自動車道 - 南条サービスエリア・南条スマートインターチェンジ
- 道の駅南えちぜん山海里

南条住民利用バス「JR南条駅」バス停留所は2023年（令和5年）5月31日をもって運行を終了し、廃止されている。

## 隣の駅
ハピラインふくい
■ハピラインふくい線
■快速（1往復のみ）
通過
■快速（上記以外）
敦賀駅 - 南条駅 - 武生駅
■普通
湯尾駅 - 南条駅 - 王子保駅